# Michael Gruber (artiste)
Pour les articles homonymes, voir Michael Gruber.
Michael Gruber, né à Mallersdorf (Allemagne) en 1965, est un artiste allemand.

## Biographie
Après il a fait un apprentissage de sculpteur il a fait ses études de sculpture[pas clair] à l'Académie des beaux-arts de Munich chez Hans Ladner, Antony Gormley, Asta Gröting et Timm Ulrichs.
Depuis 1995, il travaille avec Corbinian Böhm sous l'alias Empfangshalle à Munich.
En 1999 il est diplômé avec le grade "Meisterschüler" (~ diplôme universitaire des beaux-arts).